# Noah Eile
Noah Johannes Eile, född 19 juli 2002, är en svensk fotbollsspelare som spelar för New York Red Bulls.

## Karriär
Eile började spela fotboll i Bjärreds IF och gick som 12-åring till Malmö FF. Den 8 december 2020 skrev han på sitt första A-lagskontrakt, ett kontrakt fram till 2022. Eile gjorde allsvensk debut den 21 augusti 2021 i en 3–0-vinst över Degerfors IF, där han blev inbytt i den 79:e minuten mot Jo Inge Berget.
I december 2021 förlängde Eile sitt kontrakt i Malmö FF fram över säsongen 2025. Den 10 januari 2022 lånades han ut till allsvenska Mjällby AIF på ett säsongslån. I mars 2023 lånades Eile ut igen till allsvenska Mjällby AIF på ett låneavtal fram till 19 juli 2023.
Den 12 januari 2024 meddelade Malmö FF att Eile skrivit på ett fyraårskontrakt med MLS-klubben New York Red Bulls.

## Meriter
Malmö FF
- Allsvenskan: 2021